# Gook
Gook (/ˈɡuːk/ or /ˈɡʊk/) là một thuật ngữ mang ý miệt thị, xúc phạm đối với một số người gốc Đông Á và Đông Nam Á. Từ miệt thị này thường được người da trắng dùng để miệt thị người Đông Á, đặc biệt là người gốc Hàn Quốc hoặc Việt Nam. Ban đầu nó được quân đội Hoa Kỳ sử dụng chủ yếu trong thời chiến, đặc biệt là trong chiến tranh Triều Tiên, và sau này là trong chiến tranh Việt Nam.